# Baureihe 88
Baureihe 88 – niemiecka lokomotywa parowa produkowana w latach 1865-1874. Zostały wyprodukowane w liczbie 9 sztuk. Były używane do prowadzenia pociągów towarowych i osobowych na liniach lokalnych.